# Cour-sur-Loire
Pour les articles homonymes, voir Cour.
Cour-sur-Loire est une commune française située dans le département de Loir-et-Cher en région Centre-Val de Loire.
Site Web : https://www.coursurloire.fr/
Localisée au centre-nord du département, la commune fait partie de la petite région agricole « la Beauce », une vaste étendue de cultures céréalières, oléagineuses (colza) et protéagineuses (pois, féverolle, lupin), avec également de la betterave sucrière, et de la pomme de terre. Avec une superficie de 540 ha en 2017, la commune fait partie des 14 communes les moins étendues du département.
L'occupation des sols est marquée par l'importance des espaces agricoles et naturels qui occupent la quasi-totalité du territoire communal. Plusieurs espaces naturels d'intérêt sont présents dans la commune : deux sites natura 2000 et une zone naturelle d'intérêt écologique, faunistique et floristique (ZNIEFF).  En 2010, l'orientation technico-économique de l'agriculture dans la commune est la culture des céréales et des oléoprotéagineux. À l'instar du département qui a vu disparaître le quart de ses exploitations en dix ans, le nombre d'exploitations agricoles a fortement diminué, passant de 57 en 1988, à 5 en 2000, puis à 0 en 2010.
Le patrimoine architectural de la commune comprend trois bâtiments portés à l'inventaire des monuments historiques : le château de Cour-sur-Loire, inscrit en 1961 puis en 1993, l'église Saint-Vincent-et-Sainte-Radegonde de Cour-sur-Loire, classée en 1846 puis en 1862, et une maison du XVe siècle, inscrite en 1971.

## Géographie

### Localisation et communes limitrophes
La commune de Cour-sur-Loire se trouve au centre-nord du département de Loir-et-Cher, dans la petite région agricole de la Beauce,. À vol d'oiseau, elle se situe à 10,1 km  de Blois, préfecture du département et à 29,9 km de Beauce la Romaine, chef-lieu du canton de la Beauce dont dépend la commune depuis 2015. La commune fait en outre partie du bassin de vie de Blois.
Les communes les plus proches sont : 
Menars (1,8 km), Montlivault (1,8 km), Suèvres (3,3 km), Saint-Claude-de-Diray (4 km), Saint-Denis-sur-Loire (4,1 km), Villerbon (4,2 km), Maslives (4,6 km), Saint-Dyé-sur-Loire (4,8 km) et La Chaussée-Saint-Victor (5,8 km).
| Mulsans   |                | Suèvres |
| Villerbon | Cour-sur-Loire |         |
| Menars    | Montlivault    |         |

Un bac pour piétons et cyclistes permet de traverser la Loire l'été entre Cour-sur-Loire et Montlivault.

### Hydrographie
La commune est drainée par la Loire (1,252 km), la Tronne (0,931 km) des petits cours d'eau, constituant un réseau hydrographique de 24,25 km de longueur totale.
Le cours de la Loire s'insère dans une large vallée qu'elle a façonnée peu à peu depuis des milliers d'années. Elle traverse d'est en ouest le département de Loir-et-Cher depuis Saint-Laurent-Nouan jusqu'à Veuves, avec un cours large et lent. La Loire présente des fluctuations saisonnières de débit assez marquées.
La Tronne traverse la commune du nord vers le sud. D'une longueur totale de 12,6 km, il prend sa source dans la commune de Mer (41) et se jette  dans la Loire à Cour-sur-Loire, après avoir traversé 4 communes.
Sur le plan piscicole, ces cours d'eau sont classés en deuxième catégorie, où le peuplement piscicole dominant est constitué de poissons blancs (cyprinidés) et de carnassiers (brochet, sandre et perche).

### Climat
Pour des articles plus généraux, voir Climat du Centre-Val de Loire et Climat de Loir-et-Cher.
En 2010, le climat de la commune est de type climat océanique dégradé des plaines du Centre et du Nord, selon une étude du CNRS s'appuyant sur une série de données couvrant la période 1971-2000. En 2020, Météo-France publie une typologie des climats de la France métropolitaine dans laquelle la commune est exposée à un climat océanique altéré et est dans la région climatique Moyenne vallée de la Loire, caractérisée par une bonne insolation (1 850 h/an) et un été peu pluvieux.
Pour la période 1971-2000, la température annuelle moyenne est de 11,3 °C, avec une amplitude thermique annuelle de 15,3 °C. Le cumul annuel moyen de précipitations est de 653 mm, avec 11,1 jours de précipitations en janvier et 6,8 jours en juillet. Pour la période 1991-2020, la température moyenne annuelle observée sur la station météorologique de Météo-France la plus proche, à Cheverny à 17 km à vol d'oiseau, est de 11,8 °C et le cumul annuel moyen de précipitations est de 675,8 mm,. Pour l'avenir, les paramètres climatiques de la commune estimés pour 2050 selon différents scénarios d'émission de gaz à effet de serre sont consultables sur un site dédié publié par Météo-France en novembre 2022.

### Milieux naturels et biodiversité

#### Sites Natura 2000
Le réseau Natura 2000 est un réseau écologique européen de sites naturels d'intérêt écologique élaboré à partir des Directives « Habitats » et « Oiseaux ». Ce réseau est constitué de Zone spéciale de conservation (ZSC) et de Zones de protection spéciale (ZPS). Dans les zones de ce réseau, les États membres s'engagent à maintenir dans un état de conservation favorable les types d'habitats et d'espèces concernés, par le biais de mesures réglementaires, administratives ou contractuelles. L'objectif est de promouvoir une gestion adaptée des habitats tout en tenant compte des exigences économiques, sociales et culturelles, ainsi que des particularités régionales et locales de chaque État membre. Les activités humaines ne sont pas interdites, dès lors que celles-ci ne remettent pas en cause significativement l'état de conservation favorable des habitats et des espèces concernés. Des parties du territoire communal sont incluses dans les sites Natura 2000 suivants : 
- la « Vallée de la Loire de Mosnes à Tavers », d'une superficie de 2 278 ha, un des sites ligériens les plus remarquables par son originalité, avec des milieux naturels incontournables tels que les habitats d'eaux courantes et stagnantes accueillant de nombreux poissons et autres animaux de l'Annexe II (Castor), les pelouses et prairies de grèves et zones inondables et les forêts alluviales[19] ;
- le « Vallée de la Loire du Loir-et-Cher », d'une superficie de 2 398 ha[20].

#### Zones naturelles d'intérêt écologique, faunistique et floristique
L'inventaire des zones naturelles d'intérêt écologique, faunistique et floristique (ZNIEFF) a pour objectif de réaliser une couverture des zones les plus intéressantes sur le plan écologique, essentiellement dans la perspective d'améliorer la connaissance du patrimoine naturel national et de fournir aux différents décideurs un outil d'aide à la prise en compte de l'environnement dans l'aménagement du territoire. Le territoire communal de Cour-sur-Loire comprend une ZNIEFF : 
la « Loire Blésoise » (2 380,68 ha).

## Urbanisme

### Typologie
Au 1er janvier 2024, Cour-sur-Loire est catégorisée commune rurale à habitat dispersé, selon la nouvelle grille communale de densité à sept niveaux définie par l'Insee en 2022.
Elle est située hors unité urbaine. Par ailleurs la commune fait partie de l'aire d'attraction de Blois, dont elle est une commune de la couronne,. Cette aire, qui regroupe 78 communes, est catégorisée dans les aires de 50 000 à moins de 200 000 habitants,.

### Occupation des sols
L'occupation des sols est marquée par l'importance des espaces agricoles et naturels (96,8 %). La répartition détaillée ressortant de la base de données européenne d'occupation biophysique des sols Corine Land Cover millésimée 2012 est la suivante : 
terres arables (11,6 %), 
cultures permanentes (0,6 %), 
zones agricoles hétérogènes (15,4 %), 
prairies (3,5 %), 
forêts (65,2 %), 
milieux à végétation arbustive ou herbacée (0,7 %), 
zones urbanisées (1 %), 
espaces verts artificialisés non agricoles (0,5 %), 
zones industrielles et commerciales et réseaux de communication (1,7 %), 
eaux continentales (0,5 %).

### Planification
En matière de planification, la commune ne disposait pas en 2017 de document d'urbanisme opérationnel et le règlement national d'urbanisme s'appliquait donc pour la délivrance des permis de construire. Par ailleurs, à la suite de la loi ALUR (loi pour l'accès au logement et un urbanisme rénové) de mars 2014, un plan local d'urbanisme intercommunal couvrant le territoire de la Communauté de communes Beauce Val de Loire a été prescrit le 9 décembre 2015.

### Habitat et logement
Le tableau ci-dessous présente la typologie des logements à Cour-sur-Loire en 2016 en comparaison avec celle du Loir-et-Cher et de la France entière. Une caractéristique marquante du parc de logements est ainsi une proportion de résidences secondaires et logements occasionnels (14,2 %) inférieure à celle du département (18 %) mais supérieure à celle de la France entière (9,6 %). Concernant le statut d'occupation de ces logements, 95,2 % des habitants de la commune sont propriétaires de leur logement (93,7 % en 2011), contre 68,1 % pour le Loir-et-Cher et 57,6 pour la France entière.
|                                                         | Cour-sur-Loire | Loir-et-Cher | France entière |
| ------------------------------------------------------- | -------------- | ------------ | -------------- |
| Résidences principales (en %)                           | 78,2           | 74,5         | 82,3           |
| Résidences secondaires et logements occasionnels (en %) | 14,2           | 18           | 9,6            |
| Logements vacants (en %)                                | 7,6            | 7,5          | 8,1            |

### Risques majeurs
Le territoire communal de Cour-sur-Loire est vulnérable à différents aléas naturels : inondations (par débordement de la Loire), climatiques (hiver exceptionnel ou canicule), mouvements de terrains ou sismique (sismicité très faible).
Il est également exposé à deux risques technologiques : le risque nucléaire et  le transport de matières dangereuses,.

#### Risques naturels

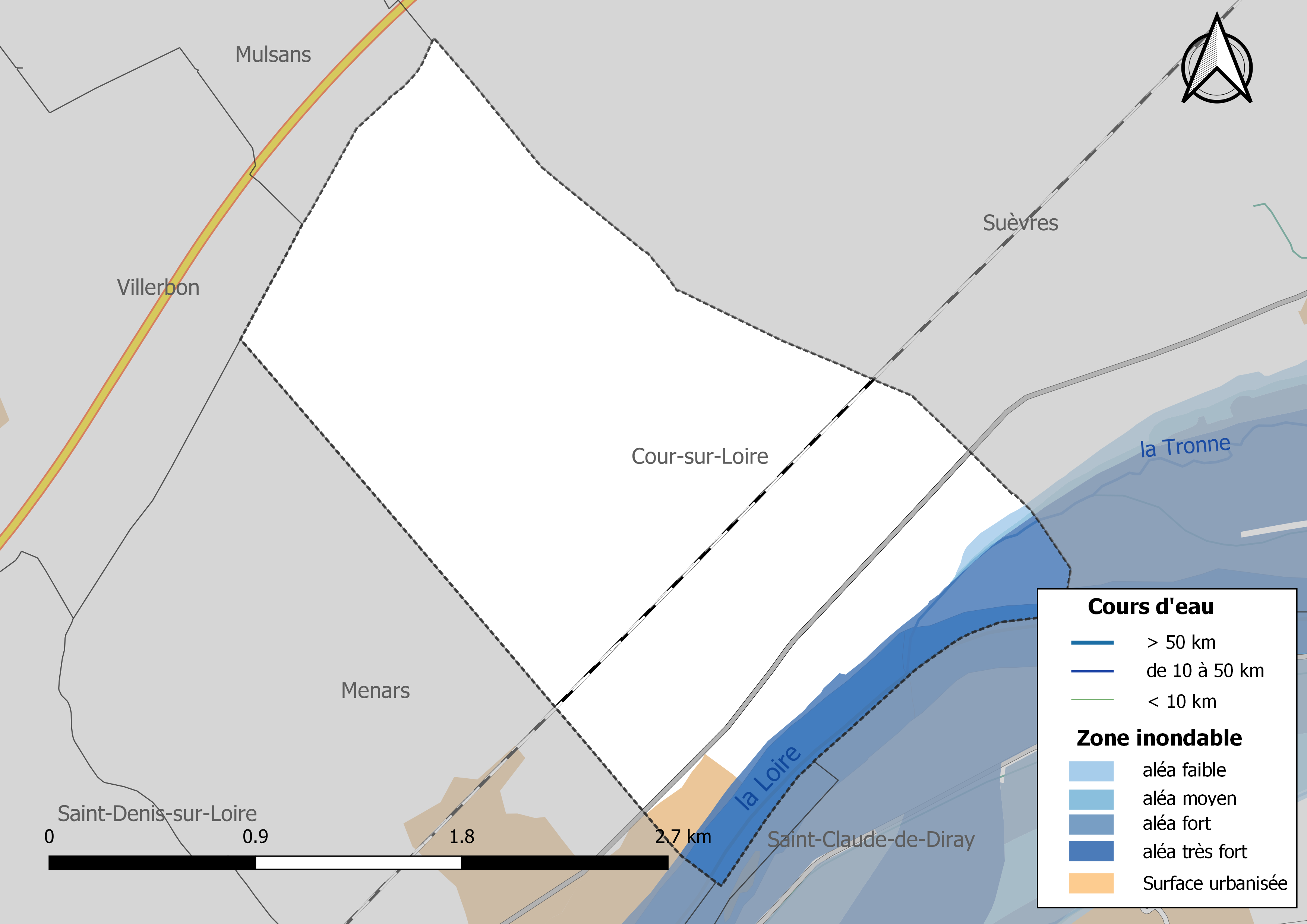
Zones inondables de la commune de Cour-sur-Loire.

Les mouvements de terrains susceptibles de se produire dans la commune sont liés au retrait-gonflement des argiles. Le phénomène de retrait-gonflement des argiles est la conséquence d'un changement d'humidité des sols argileux. Les argiles sont capables de fixer l'eau disponible mais aussi de la perdre en se rétractant en cas de sécheresse. Ce phénomène peut provoquer des dégâts très importants sur les constructions (fissures, déformations des ouvertures) pouvant rendre inhabitables certains locaux. La carte de zonage de cet aléa peut être consultée sur le site de l'observatoire national des risques naturels Georisques.
En Loir-et-Cher, les crues de la Loire représentent des volumes d'eau et des débits quatre à cinq fois supérieurs à ceux du Cher et du Loir : la superficie des zones et l'ampleur des dégâts peuvent être considérables. Les crues historiques sont celles de 1846 (6,60 m à l'échelle de Blois), 1856 (6,78 m), 1866 (6,70 m), 1907 (5,63 m) et 2003 (3,78 m). Le débit maximal historique est de 5 100 m3/s (crue de 1846) et caractérise une crue de retour centennal. Le risque d'inondation est pris en compte dans l'aménagement du territoire de la commune par le biais du Plan de prévention du risque inondation (PPRI) de la Loire amont.

#### Risques technologiques
La totalité du territoire de la commune peut être concernée par le risque nucléaire. En cas d'accident grave, certaines installations nucléaires sont susceptibles de rejeter dans l'atmosphère de l'iode radioactif. Or la commune se situe partiellement à l'intérieur du périmètre de 20 km du Plan particulier d'intervention de la centrale nucléaire de Saint-Laurent-des-Eaux. À ce titre les habitants de la commune, comme tous ceux résidant dans le périmètre proche de 20 km de la centrale ont bénéficié, à titre préventif, d'une distribution de comprimés d'iode stable dont l'ingestion avant rejet radioactif permet de pallier les effets sur la thyroïde d'une exposition à de l'iode radioactif. En cas d'incident ou d'accident nucléaire, des consignes de confinement ou d'évacuation peuvent être données et les habitants peuvent être amenés à ingérer, sur ordre du préfet, les comprimés en leur possession,.
Le risque de transport de marchandises dangereuses dans la commune est lié à sa traversée par des infrastructures routières et ferroviaires importantes et la présence d'une canalisation de transport de gaz. Un accident se produisant sur de telles infrastructures est en effet susceptible d'avoir des effets graves au bâti ou aux personnes jusqu'à 350 m, selon la nature du matériau transporté. Des dispositions d'urbanisme peuvent être préconisées en conséquence.

## Histoire
Cour-sur-Loire paraît pour la première fois dans l'histoire dans un cartulaire de l'abbaye de Bourgmoyen de Blois émanant du pape Eugène III, en date du 25 mars 1145. Cette charte de confirmation de bénéfices mentionne une église « ecclesiam de curte ». Le docteur Lesueur l'a identifiée comme étant celle de Cour-sur-Loire. Une deuxième charte du 15 mars 1183 confirme la précédente en nommant plus précisément « Curte super Ligerim ». Le Curte de 1145 désigne donc bien Cour-sur-Loire (Les verrières de l'église Saint-Vincent de Cour-sur-Loire, Laurence Blancher-Riviale, mémoire de maîtrise d'histoire, Université de Tours, 1996, p. 2).
Une origine de propriété de 1352 relate les biens de damoiselle Marguerite de Neuvy : « C'est ce que damoiselle Marguerite de Neuvy tient et advene à tenir de très haut et puissant prince monseigneur le comte de Blois en foi et hommage lige... C'est assavoir mon harbergement de Court sur Loire... Item, la moitié de la  disme des bléz et des vins croissants par an ou terrouer de Court sur Loire ... laquelle disme est amenée et rentrée toute aux despens de ladite damoiselle en son menoir de Court sur Loire ».(document original : parchemin aux Archives Nationales).
De ce « menoir de Court sur Loire »  dont l'existence est attestée en 1352, nous n'avons presque plus de trace hormis un souterrain voûté d'ogives. À cette date, la guerre de Cent ans a commencé. Le manoir, ou à tout le moins la maison forte, qui existait à l'emplacement du château actuel a pu être détruit ou fortement endommagé pendant cette période troublée. Cela expliquerait, au siècle suivant, que le nouveau propriétaire ait décidé de construire un bâtiment nouveau remplaçant ce qui était devenu une ruine.
Les bâtiments actuels datent, dans leur majeure partie, de la fin du XVe siècle. Depuis cette époque, 515 ans se sont écoulés durant lesquels le château a appartenu principalement à deux familles : les Hurault, 155 ans (1492-1647) et les Flers et leurs descendants, depuis 1829. Viennent ensuite les Charon, environ 113 ans (1647-1760), les Poisson 34 ans (1760-1794), et les Fleury, 24 ans (1798-1822). Le record de brièveté est détenu par le dernier secrétaire perpétuel de l'Académie française de l'Ancien Régime, Jean-François Marmontel (1723-1799). Il a possédé le domaine de Cour 24 heures, et seulement en option.

## Politique et administration
Par arrêté municipal en date du 9 décembre 2017 le stationnement des camping cars est interdit sur toutes les voies publiques de la commune.
Les maires de Cour-sur-Loire : 220 ans d'administration municipale.

### Découpage territorial

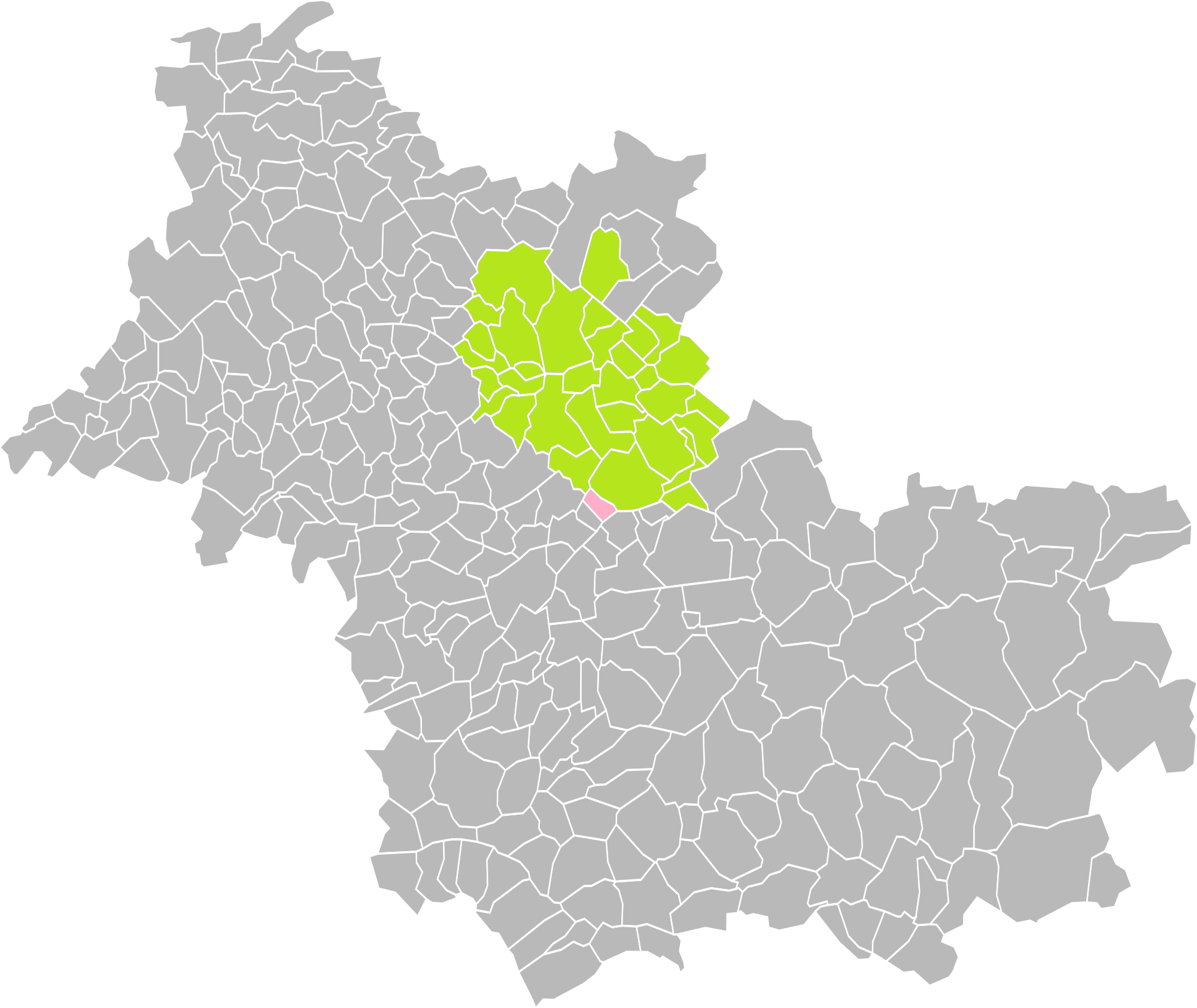
Cour-sur-Loire dans l'intercommunalité en 2016.

La commune de Cour-sur-Loire est membre de la Communauté de communes Beauce Val de Loire, un établissement public de coopération intercommunale (EPCI) à fiscalité propre créé le 1er janvier 2016.
Elle est rattachée sur le plan administratif à l'arrondissement de Blois, au département de Loir-et-Cher et à la région Centre-Val de Loire, en tant que circonscriptions administratives. Sur le plan électoral, elle est rattachée au canton de la Beauce depuis 2015 pour l'élection des conseillers départementaux et à la troisième circonscription de Loir-et-Cher pour les élections législatives.

### Politique et administration municipale

#### Conseil municipal et maire
Le conseil municipal de Cour-sur-Loire, commune de moins de 1 000 habitants, est élu au scrutin majoritaire plurinominal avec listes ouvertes et panachage. Compte tenu de la population communale, le nombre de sièges au conseil municipal est de 11. Le maire, à la fois agent de l'État et exécutif de la commune en tant que collectivité territoriale, est élu par le conseil municipal au scrutin secret lors de la première réunion du conseil suivant les élections municipales, pour un mandat de six ans, c'est-à-dire pour la durée du mandat du conseil.

### Résultats politiques

#### Élections municipales de mars 2008
Élus au conseil municipal
Sylver GENTE, 
Joël LAMBLIN, 
Marie-Madeleine ROUX, 
Maryse BRINAS,
Annie MARTIN,
Jean-Jacques MOREAU, 
Bertrand POMMIER, 
Jean-Michel MORISSET, 
Catherine DUVIGNEAU, 
Laurent VALLERY-RADOT,
Gérard ZAVOLI, 
Inscrits 
280 
Abstentions 
61 (21 %) 
Votants 
219 (78 %) 
Blancs et nuls 
6 (2 %) 
Exprimés 
213 (76 %)
Maire : Jean-Jacques MOREAU-
1er adjoint : Gérard ZAVOLI-
2e adjoint : Laurent VALLERY-RADOT-

#### Élections présidentielles de mai 2007
Nicolas Sarkozy : 52,79 %
Ségolène Royal : 47,21 %
Sources : ministère de l'Intérieur.

## Population et société

### Démographie

#### Évolution démographique
L'évolution du nombre d'habitants est connue à travers les recensements de la population effectués dans la commune depuis 1793. Pour les communes de moins de 10 000 habitants, une enquête de recensement portant sur toute la population est réalisée tous les cinq ans, les populations de référence des années intermédiaires étant quant à elles estimées par interpolation ou extrapolation. Pour la commune, le premier recensement exhaustif entrant dans le cadre du nouveau dispositif a été réalisé en 2008.

En 2022, la commune comptait 252 habitants, en évolution de −8,03 % par rapport à 2016 (Loir-et-Cher : −1,15 %, France hors Mayotte : +2,11 %).
| 1793 | 1800 | 1806 | 1821 | 1831 | 1836 | 1841 | 1846 | 1851 |
| ---- | ---- | ---- | ---- | ---- | ---- | ---- | ---- | ---- |
| 397  | 344  | 429  | 410  | 382  | 419  | 384  | 397  | 362  |

| 1856 | 1861 | 1866 | 1872 | 1876 | 1881 | 1886 | 1891 | 1896 |
| ---- | ---- | ---- | ---- | ---- | ---- | ---- | ---- | ---- |
| 353  | 369  | 387  | 383  | 383  | 380  | 408  | 386  | 350  |

| 1901 | 1906 | 1911 | 1921 | 1926 | 1931 | 1936 | 1946 | 1954 |
| ---- | ---- | ---- | ---- | ---- | ---- | ---- | ---- | ---- |
| 339  | 319  | 302  | 274  | 240  | 215  | 223  | 246  | 226  |

| 1962 | 1968 | 1975 | 1982 | 1990 | 1999 | 2006 | 2008 | 2013 |
| ---- | ---- | ---- | ---- | ---- | ---- | ---- | ---- | ---- |
| 238  | 240  | 279  | 293  | 289  | 307  | 286  | 280  | 284  |

| 2018 | 2022 | - | - | - | - | - | - | - |
| ---- | ---- | - | - | - | - | - | - | - |
| 258  | 252  | - | - | - | - | - | - | - |

#### Pyramide des âges
La population de la commune est relativement âgée.
En 2018, le taux de personnes d'un âge inférieur à 30 ans s'élève à 17,8 %, soit en dessous de la moyenne départementale (31,3 %). À l'inverse, le taux de personnes d'âge supérieur à 60 ans est de 42,6 % la même année, alors qu'il est de 31,6 % au niveau départemental.
En 2018, la commune comptait 124 hommes pour 134 femmes, soit un taux de 51,94 % de femmes, légèrement supérieur au taux départemental (51,45 %).
Les pyramides des âges de la commune et du département s'établissent comme suit.
| Hommes | Classe d’âge | Femmes |
| ------ | ------------ | ------ |
| 0,8    | 90 ou +      | 0,7    |
| 14,5   | 75-89 ans    | 13,4   |
| 25,8   | 60-74 ans    | 29,9   |
| 25,8   | 45-59 ans    | 23,1   |
| 16,1   | 30-44 ans    | 14,2   |
| 7,3    | 15-29 ans    | 9,0    |
| 9,7    | 0-14 ans     | 9,7    |

| Hommes | Classe d’âge | Femmes |
| ------ | ------------ | ------ |
| 1,1    | 90 ou +      | 2,6    |
| 9,2    | 75-89 ans    | 11,9   |
| 19,7   | 60-74 ans    | 20,4   |
| 20,7   | 45-59 ans    | 20     |
| 16,5   | 30-44 ans    | 16,2   |
| 15,2   | 15-29 ans    | 13,2   |
| 17,6   | 0-14 ans     | 15,7   |

## Économie

### Secteurs d'activité
Le tableau ci-dessous détaille le nombre d'entreprises implantées à Cour-sur-Loire selon leur secteur d'activité et le nombre de leurs salariés :
|                                                              | total | % com (% dep) | 0 salarié | 1 à 9 salarié(s) | 10 à 19 salariés | 20 à 49 salariés | 50 salariés ou plus |
| ------------------------------------------------------------ | ----- | ------------- | --------- | ---------------- | ---------------- | ---------------- | ------------------- |
| Ensemble                                                     | 25    | 100,0 (100)   | 20        | 4                | 1                | 0                | 0                   |
| Agriculture, sylviculture et pêche                           | 4     | 16,0 (11,8)   | 4         | 0                | 0                | 0                | 0                   |
| Industrie                                                    | 1     | 4,0 (6,5)     | 1         | 0                | 0                | 0                | 0                   |
| Construction                                                 | 5     | 20,0 (10,3)   | 2         | 2                | 1                | 0                | 0                   |
| Commerce, transports, services divers                        | 13    | 52,0 (57,9)   | 12        | 1                | 0                | 0                | 0                   |
| dont commerce et réparation automobile                       | 3     | 12,0 (17,5)   | 2         | 1                | 0                | 0                | 0                   |
| Administration publique, enseignement, santé, action sociale | 2     | 8,0 (13,5)    | 1         | 1                | 0                | 0                | 0                   |
| Champ : ensemble des activités.                              |       |               |           |                  |                  |                  |                     |

Le secteur du commerce, transports et services divers est prépondérant sur la commune (13 entreprises sur 25) néanmoins le secteur agricole reste important puisqu'en proportions (16 %), il est plus important qu'au niveau départemental (11,8 %). 
Sur les 25 entreprises implantées à Cour-sur-Loire en 2016, 20 ne font appel à aucun salarié, 4 comptent 1 à 9 salariés et 1 emploie entre 10 et 19 personnes

### Agriculture
En 2010, l'orientation technico-économique de l'agriculture sur la commune est la culture de céréales et d'oléoprotéagineux (COP). Le département a perdu près d'un quart de ses exploitations en 10 ans, entre 2000 et 2010 (c'est le département de la région Centre-Val de Loire qui en compte le moins). Cette tendance se retrouve également au niveau de la commune où le nombre d'exploitations est passé de 5 en 1988 à 5 en 2000 puis à 3 en 2010. Parallèlement, la taille de ces exploitations augmente, passant de 54 ha en 1988 à 71 ha en 2010. 
Le tableau ci-dessous présente les principales caractéristiques des exploitations agricoles de Cour-sur-Loire, observées sur une période de 22 ans : 
|                                      | 1988                 | 2000                 | 2010                 |
| Dimension économique                 | Dimension économique | Dimension économique | Dimension économique |
| ------------------------------------ | -------------------- | -------------------- | -------------------- |
| Nombre d'exploitations (u)           | 5                    | 5                    | 3                    |
| Travail (UTA)                        | 5                    | 3                    | 2                    |
| Surface agricole utilisée (ha)       | 271                  | 338                  | 214                  |
| Cultures                             |                      |                      |                      |
| Terres labourables (ha)              | 271                  | 338                  | s                    |
| Céréales (ha)                        | 157                  | s                    | s                    |
| dont blé tendre (ha)                 | 81                   | 70                   | s                    |
| dont maïs-grain et maïs-semence (ha) | s                    | s                    | s                    |
| Tournesol (ha)                       | 29                   |                      | s                    |
| Colza et navette (ha)                | 43                   | s                    | s                    |
| Élevage                              |                      |                      |                      |
| Cheptel (UGBTA)                      | 5                    | 0                    | 0                    |

#### Produits labellisés
Le territoire de la commune est intégré aux aires de productions de divers produits bénéficiant d'une indication géographique protégée (IGP) : le vin Val-de-loire et les volailles de l’Orléanais,.

## Culture locale et patrimoine

### Lieux et monuments
- Église Saint-Vincent-et-Sainte-Radegonde de Cour-sur-Loire :

édifice à trois nefs en grande partie du XVIe siècle.
Le clocher carré et le haut mur de façade datent du XIIe siècle.
Les vitraux de la Renaissance comptent parmi les plus beaux du Val de Loire.
- Château de Cour-sur-Loire
- Fontaine Sainte-Radegonde : Le pèlerinage de Sainte-Radegonde a lieu tous les ans entre l'église et la fontaine le premier dimanche qui suit le 15 août.

### Patrimoine culturel
Cinéma : Certaines scènes du film Les années campagne ont été tournées à Cour-sur-Loire.

### Héraldique
|  | Les armoiries de Cour-sur-Loire se blasonnent ainsi : Burelé d'argent et de gueules, au lion de sable armé, lampassé et couronné d'or brochant sur le tout ; à la filière d'azur. Ce sont les armes de la famille d'Estouteville, premiers seigneurs de Cour-sur-Loire et qui furent, par la suite, seigneurs du Bouchet à Crucheray. La filière d'azur symbolise la Loire. (1987) |

## Personnalités liées à la commune
- Philippe Hurault de Cheverny (1528-1599), chancelier de France
- Madame Clairval de Passy et son frère Abraham Bénard, dit Fleury (1751-1822), sociétaire de la Comédie française
- Alfred Agache (1843-1915), peintre
- Robert de Flers (1872-1927), auteur dramatique, de l'Académie française
- Matteo Maurice Alfassa (1876-1942), gouverneur général de l'AEF en 1924, de la Martinique (1934-1935) et du Soudan français (1935-1936)
- Jacques Loussier (1934-2019), pianiste et compositeur, installé à Cour-sur-Loire depuis 1998[64].